# Тучубаєвська сільська рада
Тучуба́євська сільська рада (рос. Тучубаевский сельский совет) — муніципальне утворення у складі Балтачевського району Башкортостану, Росія. Адміністративний центр — село Тучубаєво.

## Населення
Населення — 708 осіб (2019, 974 в 2010, 1266 в 2002).

## Склад
До складу поселення входять такі населені пункти:
| Населений пункт             | Населення, осіб (2002) | Населення, осіб (2010) |
| --------------------------- | ---------------------- | ---------------------- |
| Буляк, присілок             | 32                     | 20                     |
| Верхньокансіярово, присілок | 274                    | 211                    |
| Нижньокансіярово, присілок  | 196                    | 155                    |
| Старі Каргали, присілок     | 294                    | 202                    |
| Тучубаєво, село             | 464                    | 381                    |
| Чиятау, присілок            | 6                      | 5                      |